# لوکوآنتوسیانیدین
لوکوآنتوسیانیدین (به انگلیسی: Leucoanthocyanidin) با فرمول شیمیایی C۱۵H۱۴O۳ یک ترکیب شیمیایی با شناسه پاب‌کم ۵۳۱۸۹۷۹ است. که جرم مولی آن ۲۴۲٫۲۶ g/mol می‌باشد. 